# 渕崎有里子
渕崎有里子（日语：／ Fuchizaki Yuriko，1968年12月5日—），日本女性配音員、舞台演員。出身於東京都。身高161cm。O型血。

## 簡介
原Sigma Seven所屬，現所屬remax。日本大學藝術學部畢業。
本名相同，現藝名淵崎子。1987年到1989年初曾以本名作藝名，並有一段時期以淵崎子的名義參加。
為人熟悉的代表配音作有動畫《爆走兄弟Let's & Go!!》主角星馬兄弟的星馬烈、《爆走兄弟Let's & Go!! MAX》的新井南、《守護天使莉莉佳》的杜威、《飛天少女豬》主角東拉利亞諾3世、《幸運女神》的森里惠、《相聚一刻》的八神吹雪、《彼得潘的冒險》的麥可·達令、長壽動畫《丸少爺》的田村和真、《魔偵探洛基RAGNAROK》主角洛基、《少女革命》的姬宮安茜、《淘氣小愛神》主角比特、《BASTARD!! -暗黑破壞神-》的魯協·廉廉、《六三四之劍》主角夏木六三四、《機甲界加里安》的秋露露；遊戲《櫻花大戰》系列的李紅蘭、《魔法氣泡》系列的西格等。

### 來歷
10歲起以兒童演員的身份，加入兒童劇團Group知更鳥參加舞台表演開始自身的演藝生涯。同時從事外國片的日語配音工作。直到1984年參加電視動畫《魔法妖精貝露莎》的配音（聲演篠川紀信一角）在配音業界正式出道。出道當時，渕崎還只是高中一年級生，跟同一世代的同事相比之下其實她的演藝經歷較長。
在那之後，渕崎在1991年加入經紀公司Sigma Seven，後來在2003年7月1日轉移到現在所屬的remax。
私生活方面，2005年3月31日結婚，同年8月29日生下一對雙胞胎兒子。

### 逸事
1990年於NHK教育電視台的兒童教育節目《疑問科學 ～小學6年級·理科～》裡定期在電視機前露臉擔任大姐姐一角（後任為岩男潤子）。還有在同年播出的特攝影集《地球戰隊五人組》中以演員的身份飾演（第9話）電視記者。
關於《櫻花大戰》的角色李紅蘭，渕崎她在剛飾演該角色不久後接受專訪時說「你看得越多，就越能認識自己。（中間省略），以前我曾經戴過圓框眼镜，頭髮也是梳成翹起2根毛，所以（李紅蘭）這樣的設定才會讓我演得很投入」。
之後又接受雜誌的專訪提到，到目前為止讓她最難忘的角色其實是《爆走兄弟Let's & Go!!》主角星馬烈。原因是因為「（渕崎有里子）我的名字因為在日本全國各地得名，所以才會得到其它作品角色的配音機會」，而渕崎當時是將飾演帥氣美男的演技注入在星馬烈身上。還有，系列第2作《爆走兄弟Let's & Go!! WGP》完結之後，在系列第3作《爆走兄弟Let's & Go!! MAX》登場的女主角新井南仍繼續請她擔任。
關於《少女革命》的角色姬宮安茜，其實渕崎當初並沒有參加該角色的錄音試鏡，原因是工作人員看到她在隔壁的工作室等待，說了一句「如果妳有時間的話，可以請妳來參加嗎」，結果真的入選了。
2010年7月參加「大地丙太郎Style8 All Night DAICHI」活動說出《守護天使莉莉佳》登場角色杜威的代表台詞（「你明明可以幫助一個人，卻沒有任何人可以幫助你」）時，然後一面感謝該作品的導演大地丙太郎，一面表示「明明這是15年前播出的作品，可是這句台詞我卻仍印象深刻」。

### 特色
帶著稍微的鼻音和沙啞聲為其特徵。聲音路線十分廣泛，當中包括從少年到可愛的少女等各種角色。

## 演出
粗體字表示主要角色。

### 電視動畫
1984年
- 機甲界加里安（秋露露）
- 魔法妖精貝露莎（篠川紀信）

1985年
- 高爾夫頑童猿丸（魔島貓介）
- 六三四之劍（夏木六三四[10][注 3]）

1986年
- 甜蜜公主（巫女人偶、包子[11]）
- 青春動畫全集（日语：青春アニメ全集）
- 褞袍超人（音多鬼藏）
- 魔法偶像粉彩筆由美（日语：魔法のアイドルパステルユーミ）（消丸）
- 相聚一刻（八神吹雪）

1987年
- 動畫三劍客（日语：アニメ三銃士）（美美）
- 超能力魔美（桃井法子、女學生A）
- 城市獵人（1987～1991，松村渚、鷹野瞳、朝香麻美）

1988年
- 小松君 (1988年版)（薔薇精靈）
- 狗仔爺爺 (1987年版)（日语：のらくろクン）（王子）

1989年
- 寶馬神童（日语：青いブリンク）（拉克露露）
- 烏龍少爺（日语：おぼっちゃまくん）（玉乃腰艷子老師）
- 機動警察（智）
- 彼得潘的冒險（麥可·達令[12]）
- 魔法使莎莉 (1989年版)（綾子）

1990年
- 江戶之子男孩 理解太助（日语：江戸っ子ボーイ がってん太助）（二宮金太郎）
- 美味大挑戰（西野洋子）
- 麵包超人（煙犬·小穆克）
- 櫻桃小丸子 (第1期)（廣明）
- 魔法天使甜蜜薄荷（指揮棒[13]、鬆餅）
- 長腿叔叔（艾蜜莉）

1991年
- 動畫秘密花園（珍·索爾比）
- 酒窩王子（酒窩）
- 猜拳人（弦太）
- 妙妙殭屍（日语：どろろんぱっ!）（大福寺餡子）
- 魔法公主 明琪桃子 擁抱夢想（日语：魔法のプリンセス ミンキーモモ）（瑪麗亞）
- 我與我 兩個綠蒂（英格）
- 黑色推銷員（我間真知子）

1992年
- 蕃茄十勇士（蜜瓜王子、玉米Jr.）
- 美少女戰士（子、夢野夢見／妖魔維納、戀戀）
- 黑色推銷員（瑪莉）

1993年
- 幸運女神（森里惠）
- GS美神（千穗）
- 小婦人物語 南與喬老師（羅伯·貝爾）

1994年
- 飛天少女豬（東拉利亞諾3世）
- 麵包超人（白奶油公主、波波爾）
- 美少女戰士S（希普琳）

1995年
- 鬼神童子ZENKI（那須一子）
- 守護天使莉莉佳（杜威、鈴木美子）
- 淘氣小愛神（比特）

1996年
- 櫻桃小丸子 (第2期)（廣明）
- 麵包超人（小鐵、扳手小子）
- 爆走兄弟Let's & Go!!（星馬烈）
- 浪客劍心（相樂左之助〈少年時期〉）

1997年
- 少女革命（姬宮安茜）
- 天才小魚郎（蘿絲瑪麗[14]）
- 忍企鵝真丸（日语：忍ペンまん丸）（愛普倫）
- 爆走兄弟Let's & Go!! WGP（星馬烈）

1998年
- 幸運女神 小不隆咚便利多多（森里惠）
- 丸少爺（1998～，田村和真、老奶奶、主婦、小孩、太太、女王艾莉 等）
- 爆走兄弟Let's & Go!! MAX（新井南、星馬烈）

1999年
- 週刊故事樂園（日语：週刊ストーリーランド） 老婆婆系列（日语：謎の老婆）（小林真由美、大島千佳）
- 炸彈人 彈珠人爆外傳V（女主角寶）

2000年
- 隨風飄的月影蘭（盆栽櫻）
- 櫻花大戰 (TV動畫)（李紅蘭[15]）

2001年
- 通靈王（玫洛斯）
- 幻影天使（草摩燈路）

2003年
- GUNSLINGER GIRL（帕特莉提雅）
- 魯莽天使（安田勇助、百合）
- 人間交差點（染谷智）
- 冒險遊記Pluster World（彈Q）
- 魔偵探洛基RAGNAROK（洛基）
- 魔法使的條件（女性魔法使）

2004年
- 烏龍派出所（吉露巴·卡斯塔涅特17世王子）
- 陸奧圓明流外傳 修羅之刻（御梅）
- MONSTER（彼得·查培克〈少年〉）
- Legendz 龍王甦醒傳說（遙·赫本）

2005年
- 雪之女王（克里絲蒂涅）

2006年
- 幸運女神 各自的羽翼（森里惠）
- 光之美少女Splash Star（姆姆、霧生滿[注 4]）
- 我們的存在（矢野元晴的母親）
- 怪傑佐羅力（沛沛羅）
- 妖怪人間貝姆 (2006年版)（如月涼子）

2007年
- 古代王者 恐龍王 DKidz Adventure（帕拉帕拉、羅特）
- 新楓之谷（曙卡）

2008年
- 古代王者 恐龍王 DKidz Adventure 翼龍傳說（羅特、帕拉帕拉、龍野安茉、達爾塔尼安）

2009年
- 你好 安妮 ～Before Green Gables（凱爾老師）

2011年
- 夏目友人帳 參（無眼妖）

2012年
- 聖鬥士星矢Ω（葛恩）
- 數碼寶貝合體戰爭 穿越時空的少年獵人們（紙箱獸）

2013年
- 美食獵人（千流）
- 名偵探柯南（鳥羽初穗）

2016年
- 海螺小姐（由香里）
- 競女!!!!!!!!（坂城綾子）
- 名偵探柯南（化妝品售貨員）

2017年
- 18if（麻里）
- 血界戰線 & BEYOND（薇黛特）

2018年
- 劍王朝（鄭秀[16]）
- 麵包超人（〈第2代〉）

2019年
- 麵包超人（〈第2代〉）
- 毛球剛次郎（日语：けだまのゴンじろー）（九野市）

2020年
- 哆啦A夢 (水田山葵版)（忘記鳥[17]、與大雄的爸爸熟識的大嬸[17]）
- 名侦探柯南（武藤雅子）

2023年
- 希望之力～成年光之美少女'23～（霧生滿／月之滿 [18]）

2024年
- 因為不是真正的夥伴而被逐出勇者隊伍，流落到邊境展開慢活人生 2nd（米絲托慕[19]）

### 電影動畫
1985年
- 銀河鐵道之夜（忠）

1987年
- SOS這裡是地球

1988年
- AKIRA（香織）
- 白旗少女 琉子（日语：白旗の少女 琉子）（琉子）
- 相聚一刻 完結篇（八神吹雪）

1989年
- 魔女宅急便（凱特）

1996年
- 蠟筆小新：搞怪遊樂園大冒險（多佩瑪·瑪佩多／玫茉莉·米茉莉公主）
- 廁所裡的花子（小林直也）

1997年
- 爆走兄弟Let's & Go!! WGP：失控迷你賽車大追蹤！（星馬烈）
- THE DOG OF FLANDERS 法蘭德斯之犬（保羅〈少年時期〉）

1999年
- 少女革命 ～思春期默示錄（姬宮安茜）

2000年
- 劇場版 幸運女神（森里惠）
- 劇場版 丸少爺：約定之夏 邪留與瀨見羅（田村和真）

2001年
- 櫻花大戰 活動寫真（日语：サクラ大戦 活動写真）（李紅蘭[20]）

2006年
- 劇場版 光之美少女Splash Star：滴嗒危機一髮！（姆姆）
- 飛越巔峰！&飛越巔峰2！合體劇場版!!（樋口紀美子、赤井孝美）

2009年
- 劇場版 光之美少女 All Stars DX：大家都是朋友☆奇蹟的全員大集合！（姆姆）

2010年
- 劇場版 光之美少女 All Stars DX2：希望之光☆守護彩虹寶石！（姆姆、霧生滿）

2011年
- 劇場版 光之美少女 All Stars DX3：傳達到未來！連結世界☆彩虹之花！（姆姆）

2015年
- 劇場版 光之美少女 All Stars：春之嘉年華♪（姆姆[21]）

### OVA
年份不詳
- 我是王子大人（邱莫邱莫）

1986年
- 機甲界加里安 大地之章（秋露露）
- 機甲界加里安 鐵之紋章（秋露露）
- 機甲界加里安 天空之章（秋露露）

1987年
- Space Fantasia 2001夜物語（日语：2001夜物語#スペース・ファンタジア 2001夜物語）（克里斯、約阿希姆）

1988年
- 飛越巔峰（口紀美子〈少女時期〉、赤井孝美）

1989年
- 無限地帶23 III（美紀）

1990年
- Goddam（日语：ガッデム）（克緹〈約瑟芬奴・波利尼亞克〉）
- 幸福的形式（日语：しあわせのかたち）（亞里亞）
- SOL BIANCA（日语：SOL BIANCA）（六月）

1991年
- 貓·貓·幻想曲（日语：ねこ・ねこ・幻想曲）（美紀）

1992年
- 中華姑娘的憂鬱（日语：Spirit of Wonder#チャイナさんシリーズ）（花店的莉麗）
- BASTARD!! -暗黑破壞神-（魯協·廉廉）

1993年
- 幸運女神（森里惠）

1994年
- 氣質形而上 實在職業婦女講座（日语：気分は形而上）（惠美子）
- 雲海歷險（緹塔·穆·越谷）

1997年
- 櫻花大戰 櫻華絢爛（李紅蘭）

1998年
- JUNGLE BOY（毛克利）

1999年
- 櫻花大戰 轟華絢爛（李紅蘭）

2002年
- 櫻花大戰 神崎菫 引退紀念（日语：サクラ大戦 神崎すみれ 引退記念 す・み・れ）（李紅蘭）
- 哈姆太郎的生日 ～尋找媽媽 三千走走～（遞送君）

2012年
- 華麗一族 活動電影攝影機（日语：華ヤカ哉、我ガ一族）（佐伯好）

### 遊戲
1990年
- SOL BIANCA（日语：SOL BIANCA）（純）

1993年
- ALVALEAK冒險記（伊塔·拉吉恩）

1994年
- POWER DOLLS 2（瑪格麗特・施奈德）

1996年
- Guardian Recall ～守護獸召喚～（大地裕子）
- 櫻花大戰（李紅蘭）
- 聖龍戰記（雷納多）

1997年
- Other Life Azure Dreams（日语：アザーライフ アザードリームス）（帕蒂·邦、崴蒂）
- EVE burst error（日语：EVE burst error）（香川美純）
- KOWLOON'S GATE -九龍風水傳-（日语：クーロンズゲート）（剝蝦舖的小孩、宋爺爺的弟弟）
- 爆走兄弟Let's & Go!! WGP 極速賽事（星馬烈）
- My Dream ～等不及要On Air～（吉澤美雪、河合久留美、真行寺愛）
- （青葉望美）
- 迷你四驅車超級工廠（星馬烈）

1998年
- EVE The Lost One（日语：EVE The Lost One）（麥娜、香川美純）
- 櫻花大戰2 ～願君平安～（李紅蘭）
- 少女革命 遲早被革命的物語（姬宮安茜）
- 超級洛克人大冒險（日语：スーパーアドベンチャーロックマン）（剪刀人、冰凍人）
- Dancing Blade 任性桃天使！（千振）
- 爆走兄弟Let's & Go!! 永恆之翼（星馬烈、新井南）
- 雪割花（小林美雪）

1999年
- 亞克傳承III（日语：アークザラッドIII）（泰奧·米爾·拉肯魯）
- 烙印勇士 千年帝國之鷹篇 喪失花之章（帕克）
- Macross VF-X2（日语：マクロス VF-X2）（布莉吉特・斯派克）

2001年
- 風之克羅諾亞2 ～世界想要忘卻的～（日语：風のクロノア2 〜世界が望んだ忘れもの〜）（蕾歐莉娜）
- 櫻花大戰3 ～巴黎在燃燒嗎～（李紅蘭）
- 一起去釣魚吧!!（武）
- 哈利·波特：神秘的魔法石【PS】（榮恩・衛斯理）

2002年
- 王國之心（溫蒂·達令）
- 風之克羅諾亞沙灘排球 最強隊伍決定戰！（日语：クロノアビーチバレー 最強チーム決定戦!）（蕾歐莉娜）
- 櫻花大戰4 ～戀愛吧少女～（李紅蘭）
- 哈利·波特：消失的密室（榮恩・衛斯理）

2003年
- EVE burst error PLUS（香川美純）
- 櫻花大戰 ～熾熱之血～（李紅蘭）

2004年
- 烙印勇士 千年帝國之鷹篇 聖魔戰記之章（帕克）
- 龍王傳說：激鬥！傳說之戰（遙·赫本）

2005年
- NANA（早乙女淳子）
- 魔法氣泡狂熱2（日语：ぷよぷよフィーバー2）（西格）
- 魔偵探洛基 魔妖畫 失去的微笑（洛基）

2006年
- 魔法氣泡15週年紀念（日语：ぷよぷよ! Puyopuyo 15th anniversary）（西格）

2008年
- 蠟筆小新：呼風喚雨的電影樂園大挑戰！（日语：クレヨンしんちゃん 嵐を呼ぶ シネマランド カチンコガチンコ大活劇!）（多佩瑪·瑪佩多）
- 戲劇性迷宮 櫻花大戰 ～因為有你～（日语：ドラマチックダンジョン サクラ大戦 〜君あるがため〜）（李紅蘭）

2009年
- 魔法氣泡7（日语：ぷよぷよ7）（西格）

2010年
- 華麗一族（日语：華ヤカ哉、我ガ一族）（佐伯好）

2011年
- 謎惑館 ～隨音逐流～（日语：謎惑館 〜音の間に間に〜）
- 魔法氣泡!! Puyopuyo 20th anniversary（日语：ぷよぷよ!! Puyopuyo 20th anniversary）（西格）

2013年
- 美食獵人TORIKO 超美食大戰！（日语：トリコ グルメガバトル!）（千流）
- 魔法氣泡Quest（日语：ぷよぷよ!!クエスト）（西格[22]）

2014年
- 蠟筆小新：呼風喚雨春日部電影明星！（日语：クレヨンしんちゃん 嵐を呼ぶ カスカベ映画スターズ!）（多佩瑪·瑪佩多）
- 巴哈姆特之怒（西爾克）
- 魔法氣泡俄羅斯方塊（日语：ぷよぷよテトリス）（西格）

2015年
- 【18】與你相繫的益智遊戲（金田麻里[23]）
- 華麗一族 Modern Nostalgie（佐伯好[24]）

2016年
- 鎖鏈戰記 ～絆之新大陸～（李紅蘭[25]）
- 魔法氣泡編年史（日语：ぷよぷよクロニクル）（西格）

2017年
- 超級機器人大戰V（凱特麗奴·彼頓）

### 廣播劇CD
- 亞克傳承III 瑪希雅的決意（日语：アークザラッドIII）（泰歐·米爾·拉肯魯）
- 幸運女神系列（森里惠）
- ICS 犀生國際大學A棟302號（林皆思朗）
- EVE burst error（日语：EVE burst error） ZCD Drama系列 "EXTRA"（香川）
- 櫻花大戰系列（李紅蘭）
- 夢幻獵人麗夢（日语：ドリームハンター麗夢）（纏向靜香）
- 飛天少女豬（東拉利亞諾3世）
- （秋山梅子）
- BALETTSTAR（日语：バレスタ）（宮城賴子）
- ×××HOLiC Original Drama CD「除掉污垢」（貓熊玩偶）[注 5]
- 魔偵探洛基系列（洛基）
- MEGA-BLADE（藤井智美）
- 藥師寺涼子怪奇事件簿系列（室町由紀子）
  - 東京惡夢 ～藥師寺涼子怪奇事件簿～
  - 摩天樓 ～藥師寺涼子怪奇事件簿～
- 子先生診療室 ～子羊愛～
- 純真奇蹟100%（DJ）

### 外語配音

#### 演員
茱兒·芭莉摩
- 玩具國歷險記（英语：Babes in Toyland (1986 film)）（莉莎·派普）
- 燃燒的凝視 (1984年電影)（夏琳·“查理”·麥基）※TBS版。
- 愛你情深（英语：Mad Love (1995 film)）（凱希·羅伯茲）

#### 電影
- 恐龍一族（英语：The Dinosaurs!）（Jamie）
- 荒野家族歷險記（英语：The Adventures of the Wilderness Family）
- 祝福 (1990年電影)（Pinky〈葉蘊儀〉）
- 牡丹花下（Amelia 'Amy'〈Pamelyn Ferdin〉）※東京電視台版。
- 藍色珊瑚礁（幼年的艾梅林·萊斯特蘭奇〈埃爾瓦·約瑟夫森〉）
- 蝴蝶效應（7歲的埃文·特雷伯恩〈羅根·勒曼））
- 古堡守護靈（英语：The Canterville Ghost）（Jenny）
- 海角驚魂（Danielle Bowden〈朱麗葉特·劉易斯〉）※朝日電視台版。
- 幽靈追魂車（英语：The Car）（Lynn Marie Parent〈Kim Richards〉）※日本電視台版。
- 危險性遊戲（安妮特·哈格羅夫〈麗絲·韋花絲潘〉）
- 沙丘魔堡（契妮（英语：Chani (character)）〈辛·楊〉）※朝日電視台版[注 6]。
- 怒火風暴（Angie〈Karina Arroyave〉）※朝日電視台版。
- 亂世佳人 ※日本電視台新錄製版。
- 小精靈（Pete Fountaine〈Corey Feldman〉）※富士電視台版。
- 髮膠明星夢（Tracy Edna Turnblad〈Nikki Blonsky〉）※DVD版。
- 阿爾卑斯山的少女（海蒂）
- 小鬼當家（Megan McAllister〈Hillary Wolf〉）※影碟版。
- 是誰搞的鬼（海倫·希弗斯〈莎拉·蜜雪兒·吉蘭〉）※朝日電視台版。
- 簡·愛（少女時期的簡·愛）
- 雷公彈（英语：Juggernaut (1974 film)）
- 逃出魔幻紀（少女時期的Sarah Whittle〈Laura Bell Bundy〉）※富士電視台版。
- 克藍瑪對克藍瑪（Billy Kramer〈賈斯汀·亨利〉）※日本電視台版。
- 致命武器（瑞安·墨斐〈崔西·沃爾夫（英语：Traci Wolfe）〉）※朝日電視台版。
- 侏羅紀公園：失落的世界（Kelly Curtis〈Vanessa Lee Chester〉[26]）
- 情人（海倫·拉戈內爾〈麗莎·福克納（英语：Lisa Faulkner）〉）※日本電視台版。
- 美國小子（英语：Lucas (film)）（莉娜〈薇諾娜·瑞德〉）※電視播出版[注 7]。
- 巴黎來的私生子（英语：Man, Woman and Child (film)）（傑西卡·貝克維斯）※朝日電視台版。
- 靈幻先生（小寶〈何健威〉）
  - 殭屍叔叔（菁菁〈李麗珍〉）
- 迷情記（英语：Obsession (1976 film)）（Amy Courtland〈Wanda Blackman〉）※日本電視台版。
- 第一次接觸
- 重返奧茲國（英语：Return to Oz）（桃樂絲·蓋爾〈費露莎·芭克（英语：Fairuza Balk）〉）※電視播出版。
- 絕地任務（Jade）※朝日電視台版。
- 聖誕快樂又瘋狂（英语：Santa Claus: The Movie）（Cornelia〈Carrie Kei Heim〉）※劇院公映版。
- 叔比狗 (2002年電影)（葳瑪·丁克萊（英语：Velma Dinkley）〈琳達·卡德里尼〉）
  - 叔比狗2：怪獸偷跑（葳瑪·丁克萊〈琳達·卡德里尼〉）
- 驚聲尖叫（Tatum Riley〈羅絲·麥高恩〉）
- Skýjahöllin／Sky Palace（Emil〈Kári Gunnarsson〉）
- 真善美（Brigitta von Trapp〈Angela Cartwright〉）※VHS、舊DVD、LD版。
- 超人III ※朝日電視台版。
- 親密關係 ※日本電視台版。
- 證言（英语：Testament (1983 film)）（瑪麗·莉茲·韋瑟利〈羅克薩娜·扎爾〉）※朝日電視台版。
- 準午前十時（大衛·麥高恩〈托馬斯·德克〉）※影碟版。
- 奇哥的冒險（葡萄牙語：Uma Aventura do Zico）（Lula）※DVD版。
- 威洛比山莊的狼（英语：The Wolves of Willoughby Chase (film)）（Bonnie Willoughby〈Emily Hudson〉）
- 愛上笨男人（英语：You Stupid Man）（Diane〈Jessica Cauffiel〉）

#### 電視影集
- 海灘遊俠（Destiny）
- 綻放（英语：Blossom (TV series)）（Ricky）
- 納尼亞傳奇 (1988年BBC電視影集)（Susan Pevensie）
- 考斯比一家（Rudith "Rudy" Lilian Huxtable〈Keshia Knight Pulliam〉）
- 鑽石女郎（英语：Designing Women）（Claudia Shively）
- 歡樂滿屋（Nina、Mickey、Walter）
- 哈莉與法律（Margaret Albertson）
- 檀島警騎2.0 (第6季)（Abby Dunn〈茱莉·賓士〉）
- 愛卡莉
- 凱恩與阿貝爾（Florentyna Rosnovski）
- 霹靂遊俠 (2008年電視影集／第3季)（Sally Flynn〈Babette Props〉）
- 雷光少女（英语：Lightning Force）
- 草原小屋（英语：Little House on the Prairie (TV series)）（Nancy Oleson）
- Our House（英语：Our House (1986 TV series)）（Mindy、Nicky）
- 神勇搭檔（英语：Tequila and Bonetti）（Casey、Teresa）
- 奇才之子（英语：Whiz Kids (TV series)）（Cheryl Adler）

#### 動畫
- Cat & Company（格拉、家族）
- 狡猾飛天德（Gosalyn Mallard〈Christine Cavanaugh〉）
- 歷險小恐龍（英语：The Land Before Time）（Ruby）
- 小美人魚（Little Evil Mermaid）
- 花生漫畫（露西·潘貝魯特）
  - 一個叫查理布朗的男孩（英语：A Boy named Charlie Brown）
  - 史努比，回家吧（英语：Snoopy, Come Home）
- 小飛俠 (1953年電影動畫)（溫蒂·達林〈凱絲琳·博蒙特（英语：Kathryn Beaumont）〉）※1984年再上映版。
- 湯姆貓與傑利鼠（肌肉）※Cosmic出版。

### 實寫

#### 真人電影
- 颱風俱樂部（森崎綠）

#### 特攝影集
- 地球戰隊五人組（1990年，記者）

#### 電視節目
- 疑問科學（日语：はてな・サイエンス）（大姐姐，NHK，1990年－1991年擔任）

### 廣播節目
- （1981年5月9日播出的「廣播劇場」）

下面皆為於bayfm電台擔任節目主持人的節目。
- MARIVE MAGICAL PASSAGE（1998年4月－2002年6月，於週一、三擔任）
- POWER STREET（？－2000年3月）
- MOBILE TIDBITS
- TOKYO BAY MORNING（日语：BAY MORNING）（1989年10月－1998年3月，於週三擔任）
- FM Triangle SUPER AUDITION（2003年1月－9月）

### 舞台
- 櫻花大戰相關

### 其他
- 大牟田市立石炭產業科學館吉祥物。擔任在同館內的「動力隧道」庫洛貝耶君的配音及旁白。另外，也擔任動力隧道入場時的女性廣播。
- 1990年代前半段為止，擔任TAITO形象廣告呼聲「TAITO！」的配音。
- 大型蓋飯快餐連鎖店吉野家店內廣播（至美國國產牛肉（日语：米国産牛肉）終止進口為止）
- 松本清  店內資訊廣告
- 進行旁述

## 音樂作品

### 單曲
| 枚數 | 發行日期      | 單曲名稱（日文名稱） | 規格編號   |
| ---- | ------------- | -------------------- | ---------- |
| 1st  | 1993年5月21日 | SUMMER BREEZE        | CRCP-15008 |
|      | 2004年8月20日 | 行！進！歌           | ESOUN-1    |

### 專輯
| 枚數 | 發行日期      | 專輯名稱（日文名稱） | 規格編號  |
| ---- | ------------- | -------------------- | --------- |
|      | 2009年3月18日 | 午後廚房（アフタヌーンキッチン）         | GNCA-7130 |

### 角色歌曲
| 發行日期 | 標題                                           | 名義 | 曲名                                | 備註                                                    |
| 1986年   | 1986年                                         | 1986年 | 1986年                              | 1986年                                                  |
| -------- | ---------------------------------------------- | --- | ----------------------------------- | ------------------------------------------------------- |
| 12月5日  | 甜蜜公主 音樂篇                                | 小山茉美、合唱團 | 「城音頭」                          | 電視動畫《甜蜜公主》劇中插入歌                          |
| 1990年   |                                                | |                                     |                                                         |
| 9月27日  | 魔法天使甜蜜薄荷 Original Soundtrack           | 鬆餅（淵崎有里子） | 「MATATABI」                        | 電視動畫《魔法天使甜蜜薄荷》角色歌曲                    |
| 1993年   |                                                | |                                     |                                                         |
| 1月27日  | The Spirit of Wonder 中華姑娘的反擊            | 中華姑娘（日高範子）、莉麗（淵崎有里子） | 「花中華 Beauty and the Beast」     | 廣播劇CD《The Spirit of Wonder 中華姑娘的反擊》角色歌曲 |
| 6月18日  | 幸運女神 特典王                                | 森里惠（淵崎有里子） | 「小生」                            | OVA《幸運女神》角色歌曲                                 |
| 1995年   |                                                | |                                     |                                                         |
| 8月1日   | 飛天少女豬 2 ～～                              | 國分果林（白鳥由里）、東拉利亞諾3世（淵崎有里子） | 「」                                | 電視動畫《飛天少女豬》角色歌曲                          |
| 1996年   |                                                | |                                     |                                                         |
| 3月21日  | 爆走兄弟Let's & Go!! Original Soundtrack集     | 星馬烈（淵崎有里子）、星馬豪（池澤春菜） | 「風」                              | 電視動畫《爆走兄弟Let's & Go!!》角色歌曲                |
| 10月23日 | 爆走兄弟Let's & Go!! 爆走音樂集 VICTORY        | 星馬烈（淵崎有里子）、星馬豪（池澤春菜） | 「燃！&!!」                         | 電視動畫《爆走兄弟Let's & Go!!》角色歌曲                |
| 12月18日 | 檄！帝國華集團                                 | 真宮寺櫻（橫山智佐）&帝國歌劇團 | 「檄！帝華」                        | 遊戲《櫻花大戰》主題歌                                  |
| 12月18日 | 櫻花大戰 帝擊歌謠全集                          | 真宮寺櫻（橫山智佐）&帝國歌劇團 | 「檄！帝華」                        | 遊戲《櫻花大戰》主題歌                                  |
| 12月18日 | 櫻花大戰 帝擊歌謠全集                          | 李紅蘭（淵崎有里子） | 「東京的休日」                      | 遊戲《櫻花大戰》角色歌曲                                |
| 12月18日 | 櫻花大戰 帝擊歌謠全集                          | 帝國歌劇團 | 「花乙女」                          | 遊戲《櫻花大戰》角色歌曲                                |
| 1997年   |                                                | |                                     |                                                         |
| 3月21日  | 花乙女                                         | 帝國歌劇團 | 「花乙女」                          | 遊戲《櫻花大戰》片尾主題曲                              |
| 7月24日  | We are the VICTORYS/BATTLE SCRUM               | the VICTORYS | 「We Are The Victorys」             | 電視動畫《爆走兄弟Let's & Go!!》片尾主題曲              |
| 7月24日  | We are the VICTORYS/BATTLE SCRUM               | | 「BATTLE SCRUM」                    | 電視動畫《爆走兄弟Let's & Go!!》角色歌曲                |
| 8月21日  | 爆走兄弟Let's & Go!! WGP - 超速音樂集          | 星馬烈（淵崎有里子）、星馬豪（池澤春菜） | 「GET THE WORLD ～星馬兄弟Ver.」    | 電視動畫《爆走兄弟Let's & Go!!》角色歌曲                |
| 10月1日  | 今夜！                                         | Let's & Go!! BOYS & GIRLS |                                     | 電視動畫《爆走兄弟Let's & Go!!》片尾主題曲              |
| 1998年   |                                                | |                                     |                                                         |
| 4月1日   | 檄！帝國華集團（改）                           | 帝國歌劇團 | 「夢」                              | 遊戲《櫻花大戰2 ～願君平安～》片尾主題曲                |
| 4月3日   | 花Komachi-Girls                                | 秋山梅子（淵崎有里子）、春木桃子（渡邊久美子）、夏川櫻子（堀江由衣） | 「Good night Girls」                | 廣播劇CD《花咲きKomachi-Girls》角色歌曲                 |
| 4月29日  | 櫻花大戰2 歌謠全集                             | 李紅蘭（淵崎有里子） | 「行」 「少年主題歌」               | 遊戲《櫻花大戰2 ～願君平安～》角色歌曲                  |
| 4月29日  | 櫻花大戰2 歌謠全集                             | 帝國歌劇團 | 「奇跡鐘」 「夢」                   | 遊戲《櫻花大戰2 ～願君平安～》角色歌曲                  |
| 5月28日  | 少女革命 革命物語                              | 天上歐蒂娜（川上倫子）、姬宮安茜（淵崎有里子）、桐生冬芽（子安武人）、有栖川樹璃（三石琴乃）、薰幹（久川綾）、西園寺莢一（草尾毅）、鳳曉生（小杉十郎太） | 「鳳學園校歌」                      | 電視動畫《少女革命》角色歌曲                            |
| 11月18日 | 奇蹟之鐘 ～So special a day～                  | 真宮寺櫻（橫山智佐）、伊莉絲（西原久美子）、李紅蘭（淵崎有里子）、桐島康娜（田中真弓） | 「Happy Day Happy X'mas」           | 遊戲《櫻花大戰》角色歌曲                                |
| 1999年   |                                                | |                                     |                                                         |
| 4月1日   | 爆走兄弟Let's & Go!! GIRL 開幕!!               | 佐上純（西村千奈美）、大神瑪莉娜（池澤春菜）、堂本小百合（今井由香）、克萊曼婷（今井由香）、朱莉安娜（兵藤真子）、莎里瑪（木藤聰子）、維琪（大谷育江）、瑪爾嘉瑞塔（大谷育江）、米雪兒（渡邊久美子）、珍娜特（渡邊久美子）、帕媞（高乃麗）、新井南（淵崎有里子） | 「」                                | 電視動畫《爆走兄弟Let's & Go!!》角色歌曲                |
| 6月2日   | 櫻花大戰 ！                                    | 愛麗絲（西原久美子）、李紅蘭（淵崎有里子）、桐島康娜（田中真弓） | 「檄！帝華（改II）」                | OVA《櫻花大戰 轟華絢爛》主題歌                          |
| 7月7日   | 櫻花大戰 新·歌謠全集                           | 李紅蘭（淵崎有里子） | 「歌」                              | 遊戲《櫻花大戰》角色歌曲                                |
| 7月7日   |                                                | 邪留丸（小西寬子）、和真（淵崎有里子）、電蟲（岩坪理江） | 「」                                | 電視動畫《丸少爺》片尾主題曲                            |
| 7月7日   | 「音頭」                                       | 邪留丸（小西寬子）、和真（淵崎有里子）、電蟲（岩坪理江） | 電視動畫《丸少爺》角色歌曲          |                                                         |
| 2000年   |                                                | |                                     |                                                         |
| 4月19日  | ／夢見                                         | 真宮寺櫻（橫山智佐）&帝國歌劇團 | 「（檄！帝華）」                    | 電視動畫《櫻花大戰TV》片頭主題曲                        |
| 4月19日  | ／夢見                                         | 真宮寺櫻（橫山智佐）&帝國歌劇團 | 「夢見」                            | 電視動畫《櫻花大戰TV》片尾主題曲                        |
| 5月17日  | 嫁日／乾杯！                                   | 藤枝楓（折笠愛）、大神一郎（陶山章央）&帝國歌劇團 | 「乾杯！」                          | 遊戲《櫻花大戰》角色歌曲                                |
| 6月21日  | ／                                             | 李紅蘭（淵崎有里子）、愛麗絲（西原久美子） | 「」                                | 遊戲《櫻花大戰》角色歌曲                                |
| 6月21日  | ／                                             | 真宮寺櫻（橫山智佐）、瑪麗亞·橘（高乃麗）／台詞：帝國歌劇團 | 「」                                | 遊戲《櫻花大戰》角色歌曲                                |
| 7月5日   | 櫻花大戰 新·歌謠全集 II                        | 李紅蘭（淵崎有里子）、記者（北谷洋） | 「輝星」                            | 遊戲《櫻花大戰》角色歌曲                                |
| 7月5日   | 櫻花大戰 新·歌謠全集 II                        | 神崎堇（富澤美智惠）、李紅蘭（淵崎有里子）、愛麗絲（西原久美子） | 「私入」                            | 遊戲《櫻花大戰》角色歌曲                                |
| 7月5日   | 櫻花大戰 新·歌謠全集 II                        | 藤枝楓（折笠愛）、大神一郎（陶山章央）、帝國歌劇團 | 「新未」                            | 遊戲《櫻花大戰》角色歌曲                                |
| 8月23日  | 行進曲／時代列車                               | 李紅蘭（淵崎有里子）、索蕾塔·織姬（岡本麻彌） | 「時代列車」                        | 遊戲《櫻花大戰》角色歌曲                                |
| 10月12日 | 櫻花大戰TV系列 歌之專輯                        | 真宮寺櫻（橫山智佐）&帝國歌劇團 | 「（檄！帝華）」                    | 電視動畫《櫻花大戰TV》主題歌                            |
| 10月12日 | 櫻花大戰TV系列 歌之專輯                        | 真宮寺櫻（橫山智佐）&帝國歌劇團 | 「夢見」                            | 電視動畫《櫻花大戰TV》片尾主題曲                        |
| 10月12日 | 櫻花大戰TV系列 歌之專輯                        | 真宮寺櫻（橫山智佐）、李紅蘭（淵崎有里子） | 「下町」                            | 電視動畫《櫻花大戰TV》劇中插入歌                        |
| 10月12日 | 櫻花大戰TV系列 歌之專輯                        | 真宮寺櫻（橫山智佐）、瑪麗亞·橘（高乃麗）／台詞：帝國歌劇團 | 「」                                | 電視動畫《櫻花大戰TV》劇中插入歌                        |
| 10月12日 | 櫻花大戰TV系列 歌之專輯                        | 李紅蘭（淵崎有里子） | 「夢見機械」                        | 電視動畫《櫻花大戰TV》劇中插入歌                        |
| 10月12日 | 櫻花大戰TV系列 歌之專輯                        | 李紅蘭（淵崎有里子）、愛麗絲（西原久美子） | 「」                                | 電視動畫《櫻花大戰TV》角色歌曲                          |
| 11月29日 | 前線／夢                                       | 真宮寺櫻（橫山智佐）&帝國歌劇團 | 「夢」                              | 遊戲《櫻花大戰》角色歌曲                                |
| 2001年   |                                                | |                                     |                                                         |
| 1月11日  |                                                | 神崎堇（富澤美智惠）、愛麗絲（西原久美子）、李紅蘭（淵崎有里子） | 「車！」                            | 遊戲《櫻花大戰》角色歌曲                                |
| 1月24日  | 丸少爺 CD                                      | 和真（淵崎有里子） | 「月弟降」                          | 電視動畫《丸少爺》角色歌曲                              |
| 1月24日  | 丸少爺 CD                                      | 和真（淵崎有里子）、邪留丸（西村千奈美） | 「一緒」                            | 電視動畫《丸少爺》角色歌曲                              |
| 1月24日  | 丸少爺 CD                                      | 邪留丸（西村千奈美）、和真（淵崎有里子）、電蟲（岩坪理江）、小金（生駒治美）、小町（西村千奈美）、劍先生（沼田祐介） | 「！月光町 ～ ～！月光町」          | 電視動畫《丸少爺》角色歌曲                              |
| 1月24日  | 丸少爺 CD                                      | 湯美（上田敏也）、邪留丸（西村千奈美）、和真（淵崎有里子）、小金（生駒治美） | 「長生」                            | 電視動畫《丸少爺》角色歌曲                              |
| 1月24日  | 丸少爺 CD                                      | 坂上邪留丸（西村千奈美）、和真（淵崎有里子）、電蟲（岩坪理江）、小金（生駒治美）、龜姬（三石琴乃）、爸爸（一條和矢）、媽媽（興梠里美） | 「」                                | 電視動畫《丸少爺》角色歌曲                              |
| 5月30日  | 櫻花大戰3 巴黎歌謠全集                         | 桐島康娜（田中真弓）、瑪麗亞·橘（高乃麗）、李紅蘭（淵崎有里子） | 「...」                             | 遊戲《櫻花大戰3 ～巴黎在燃燒嗎～》角色歌曲              |
| 5月30日  | 櫻花大戰3 巴黎歌謠全集                         | 帝國歌劇團 | 「檄！帝華III」                     | 遊戲《櫻花大戰3 ～巴黎在燃燒嗎～》片頭主題曲            |
| 7月25日  | 櫻花大戰 新·歌謠全集 III                       | 帝國歌劇團 | 「花組」                            | 遊戲《櫻花大戰》角色歌曲                                |
| 7月25日  | 櫻花大戰 新·歌謠全集 III                       | 桐島康娜（田中真弓）、李紅蘭（淵崎有里子）、愛麗絲（西原久美子） | 「考足」                            | 遊戲《櫻花大戰》角色歌曲                                |
| 7月25日  | 櫻花大戰 新·歌謠全集 III                       | 李紅蘭（淵崎有里子） | 「書物」                            | 遊戲《櫻花大戰》角色歌曲                                |
| 11月21日 | 劇場版奇跡鐘／海                               | 帝國歌劇團 | 「劇場版·奇跡鐘」                   | 電影動畫《櫻花大戰 活動寫真》片頭主題曲                 |
| 2002年   |                                                | |                                     |                                                         |
| 4月10日  | 櫻花大戰4 全曲集 檄！帝 ～最終章～             | 大神一郎（陶山章央）&帝國華擊團、巴黎華擊團 | 「檄！帝 ～最終章～」               | 遊戲《櫻花大戰4 ～戀愛吧少女～》片頭主題曲              |
| 4月10日  | 櫻花大戰4 全曲集 檄！帝 ～最終章～             | 大神一郎（陶山章央）&大神華擊團 | 「君花」                            | 遊戲《櫻花大戰4 ～戀愛吧少女～》片尾主題曲              |
| 7月17日  | 櫻花大戦 超級歌謠全集 新篇八犬傳               | 帝國歌劇團 | 「花夢」 「未兄弟」                 | 遊戲《櫻花大戰》角色歌曲                                |
| 7月17日  | 櫻花大戦 超級歌謠全集 新篇八犬傳               | 李紅蘭（淵崎有里子） | 「光武」                            | 遊戲《櫻花大戰》角色歌曲                                |
| 7月20日  | 櫻花4 唱片 ～戀愛吧少女～                      | 大神一郎（陶山章央）&帝國華擊團、巴黎華擊團 | 「檄！帝 ～最終章～」               | 遊戲《櫻花大戰4 ～戀愛吧少女～》片頭主題曲              |
| 7月20日  | 櫻花4 唱片 ～戀愛吧少女～                      | 大神一郎（陶山章央）&大神華擊團 | 「君花」                            | 遊戲《櫻花大戰4 ～戀愛吧少女～》片尾主題曲              |
| 12月11日 | 櫻花大戰 COMPLETE SONG BOX                     | 帝國歌劇團 | 「！完全版」                        | 遊戲《櫻花大戰》角色歌曲                                |
| 2003年   |                                                | |                                     |                                                         |
| 2月26日  | 櫻花大戰 ～熾熱之血～ 帝擊音樂全集             | 真宮寺櫻（橫山智佐）&帝國歌劇團 | 「檄！帝華」                        | 遊戲《櫻花大戰 ～熾熱之血～》角色歌曲                   |
| 2月26日  | 櫻花大戰 ～熾熱之血～ 帝擊音樂全集             | 李紅蘭（淵崎有里子） | 「東京的休日」                      | 遊戲《櫻花大戰 ～熾熱之血～》角色歌曲                   |
| 2月26日  | 櫻花大戰 ～熾熱之血～ 帝擊音樂全集             | 帝國歌劇團 | 「花乙女」                          | 遊戲《櫻花大戰 ～熾熱之血～》角色歌曲                   |
| 7月30日  | 櫻花大戰 超級歌謠全集II 新寶島                 | 帝國歌劇團 | 「七色虹」                          | 遊戲《櫻花大戰》角色歌曲                                |
| 7月30日  | 櫻花大戰 超級歌謠全集II 新寶島                 | 李紅蘭（淵崎有里子）、瑪麗亞·橘（高乃麗） | 「島 ～勇旗～」                     | 遊戲《櫻花大戰》角色歌曲                                |
| 11月21日 | 魔偵探洛基 RAGNAROK 角色CD Vol.1 洛基&闇野龍介 | 洛基（淵崎有里子） | 「NEO GENESIS ～、光方～」          | 電視動畫《魔偵探洛基 RAGNAROK》角色歌曲                 |
| 2004年   |                                                | |                                     |                                                         |
| 7月28日  | 櫻花大戰 超級歌謠全集III 新西遊記              | 帝國歌劇團 | 「 ～花舞～」 「銀座行進曲」        | 遊戲《櫻花大戰》角色歌曲                                |
| 7月28日  | 櫻花大戰 超級歌謠全集III 新西遊記              | 李紅蘭（淵崎有里子）、雷尼·米爾西修特拉瑟（伊倉一惠） | 「亡者歌」                          | 遊戲《櫻花大戰》角色歌曲                                |
| 11月25日 | 爆走兄弟Let's & Go!! 主題歌曲精選PLUS!!        | |                                     |                                                         |
| 2005年   |                                                | |                                     |                                                         |
| 4月27日  | Legendz Spiritual Best歌曲集                   | 金髪Girl's | 「娘」                              | 電視動畫《龍王傳說》角色歌曲                            |
| 7月22日  | 幸運女神 Variety Album 2                       | 詩寇蒂（久川綾）、森里惠（淵崎有里子） | 「背伸MY LOVE」                     | 廣播劇CD《幸運女神》角色歌曲                            |
| 7月27日  | 櫻花大戰 超級歌謠全集IV 新·青鳥                | 帝國歌劇團 | 「花」                              | 遊戲《櫻花大戰》角色歌曲                                |
| 7月27日  | 櫻花大戰 超級歌謠全集IV 新·青鳥                | 大神一郎（陶山章央）&帝國歌劇團 | 「見！」                            | 遊戲《櫻花大戰》角色歌曲                                |
| 7月27日  | 櫻花大戰 超級歌謠全集IV 新·青鳥                | 雷尼·米爾西修特拉瑟（伊倉一惠）&帝國歌劇團 | 「夢」                              | 遊戲《櫻花大戰》角色歌曲                                |
| 2006年   |                                                | |                                     |                                                         |
| 4月5日   | 丸少爺 電蟲的Bun-Bun節                         | 田村和真（淵崎有里子） | 「」                                | 電視動畫《丸少爺》劇中插入歌                            |
| 7月19日  | 檄！帝國華擊團全集                             | 真宮寺櫻（橫山智佐）&帝國歌劇團 | 「檄！帝華」                        | 遊戲《櫻花大戰》主題歌                                  |
| 7月19日  | 檄！帝國華擊團全集                             | 李紅蘭（淵崎有里子）、愛麗絲（西原久美子）、桐島康娜（田中真弓） | 「檄！帝華（改II）」                | OVA《櫻花大戰 轟華絢爛》主題歌                          |
| 7月19日  | 檄！帝國華擊團全集                             | 帝國歌劇團 | 「檄！帝華III」                     | 遊戲《櫻花大戰3 ～巴黎在燃燒嗎～》主題歌                |
| 7月19日  | 檄！帝國華擊團全集                             | 真宮寺櫻（橫山智佐）&帝國歌劇團 | 「！」                              | 電視動畫《櫻花大戰TV》主題歌                            |
| 7月19日  | 檄！帝國華擊團全集                             | 大神一郎（陶山章央）&帝國華擊團、巴黎華集團 | 「檄！帝 ～最終章～」               | 遊戲《櫻花大戰4 ～戀愛吧少女～》主題歌                  |
| 7月19日  | 檄！帝國華擊團全集                             | 真宮寺櫻（橫山智佐）、神崎堇（富澤美智惠）、瑪麗亞·橘（高乃麗）、伊莉絲（西原久美子）、李紅蘭（淵崎有里子）、桐島康娜（田中真弓）、桐島康娜（田中真弓）、索蕾塔·織姬（岡本麻彌）、雷尼·米爾西修特拉瑟（伊倉一惠）、藤枝楓（折笠愛）、大神一郎（陶山章央） 等人   | 「檄！帝華（改） ～歌「紅蜥蜴」～」 | 遊戲《櫻花大戰》角色歌曲                                |
| 7月19日  | 檄！帝國華擊團全集                             | 李紅蘭（淵崎有里子） | 「檄！帝華 ～紅蘭·中語～」          | 遊戲《櫻花大戰》角色歌曲                                |
| 8月2日   | 櫻花大戰歌謠Show 回憶歌曲集                    | 愛麗絲（西原久美子）、李紅蘭（淵崎有里子） | 「」                                | 遊戲《櫻花大戰》角色歌曲                                |
| 8月2日   | 櫻花大戰歌謠Show 回憶歌曲集                    | 真宮寺櫻（橫山智佐）、神崎堇（富澤美智惠）、瑪麗亞·橘（高乃麗）、伊莉絲（西原久美子）、李紅蘭（淵崎有里子）、桐島康娜（田中真弓）、桐島康娜（田中真弓）、索蕾塔·織姬（岡本麻彌）、雷尼·米爾西修特拉瑟（伊倉一惠）、藤枝楓（折笠愛）、大神一郎（陶山章央）        | 「新未」                            | 遊戲《櫻花大戰》角色歌曲                                |
| 8月2日   | 櫻花大戰歌謠Show 回憶歌曲集                    | 帝國歌劇團 | 「未兄弟」                          | 遊戲《櫻花大戰》角色歌曲                                |
| 8月2日   | 櫻花大戰歌謠Show 回憶歌曲集                    | 瑪麗亞·橘（高乃麗）、李紅蘭（淵崎有里子） | 「島 ～勇旗～」                     | 遊戲《櫻花大戰》角色歌曲                                |
| 10月4日  | 丸少爺 原聲樂大全集                            | 邪留丸（西村千奈美）、和真（淵崎有里子）、電蟲（岩坪理江） | 「」                                | 電視動畫《丸少爺》片尾主題曲                            |
| 10月4日  | 丸少爺 原聲樂大全集                            | 邪留丸（西村千奈美）、和真（淵崎有里子）、電蟲（岩坪理江）、小鬼三人組、小町（三石琴乃）、小金（生駒治美）、龜姬（三石琴乃） | 「」                                | 電視動畫《丸少爺》片尾主題曲                            |
| 10月4日  | 丸少爺 原聲樂大全集                            | 電蟲（佐藤成美）、邪留丸（西村千奈美）、和真（淵崎有里子） | 「電節」                            | 電視動畫《丸少爺》片尾主題曲                            |
| 10月4日  | 丸少爺 原聲樂大全集                            | 田村和真（淵崎有里子） | 「」                                | 電視動畫《丸少爺》劇中插入歌                            |
| 10月4日  | 丸少爺 原聲樂大全集                            | 小町（西村千奈美）、龜姬（三石琴乃）、和真（淵崎有里子）、石清水同學（岡村明美）、青兵衛（一條和矢） | 「少女組vs少年組」                  | 電視動畫《丸少爺》角色歌曲                              |
| 10月4日  | 丸少爺 原聲樂大全集                            | 丸邪留（西村千奈美）、和真（淵崎有里子）、黃助（上田祐司） | 「」                                | 電視動畫《丸少爺》角色歌曲                              |
| 10月4日  | 丸少爺 原聲樂大全集                            | 牛（一條和矢）、丸邪留（西村千奈美）、和真（淵崎有里子）、電蟲（佐藤成美）、爸爸（一條和矢）、媽媽（興梠里美）、小鬼三人組 | 「」                                | 電視動畫《丸少爺》角色歌曲                              |
| 12月13日 | 櫻花大戰全曲集 2002～2006 COMPLETE SONG BOX    | 帝國歌劇團 | 「花夢」 「未兄弟」 「」 「七色虹」 | 遊戲《櫻花大戰》角色歌曲                                |
| 12月13日 | 櫻花大戰全曲集 2002～2006 COMPLETE SONG BOX    | 李紅蘭（淵崎有里子） | 「光武」 「我名」 「」 「亡者歌」   | 遊戲《櫻花大戰》角色歌曲                                |
| 2008年   |                                                | |                                     |                                                         |
| 3月26日  | 笑、笑                                         | 帝都花組、巴黎花組、紐約星組 | 「笑、笑」                          | 遊戲《戲劇性迷宮 櫻花大戰 ～因為有你～》片尾主題曲      |
| 2013年   |                                                | |                                     |                                                         |
| 3月27日  | 魔法氣泡 vocal track                           | 西格（淵崎有里子） | 「」                                | 遊戲《魔法氣泡!! Puyopuyo 20th anniversary》角色歌曲    |

### 其它參加作品
| 發行日期 | 標題                          | 主唱       | 曲名     | 備註                         |
| 1989年   | 1989年                        | 1989年     | 1989年   | 1989年                       |
| -------- | ----------------------------- | ---------- | -------- | ---------------------------- |
| 4月21日  | 夢幻獵人麗夢 南麻布魔法俱樂部 | 淵崎有里子 | 「冬色」 | OVA《夢幻獵人麗夢》角色歌曲  |
| 1993年   |                               |            |          |                              |
| 2月19日  | ！ 最新大全集                 | 淵崎有里子 | 「」     | 電視動畫《酒窩王子》角色歌曲 |

## 腳註

## 外部連結
- 渕崎有里子 （页面存档备份，存于） （日語）－日本電影資料庫
- 渕崎有里子 （页面存档备份，存于） （日語）－allcinema（日语：allcinema）
- 渕崎有里子 （页面存档备份，存于） （日語）－KINENOTE
- Yuriko Fuchizaki （页面存档备份，存于） （英文）－網路電影資料庫
- 渕崎有里子 Movie Walker （页面存档备份，存于） （日語）
- 渕崎有里子｜remax （页面存档备份，存于） （日語）
- （日語）－渕崎有里子的官方個人部落格。
- （日語）－WIN／PS3遊戲「Angel Love Online」角色聲優專訪頁面。